# Albox
Albox es una localidad y municipio español de la provincia de Almería, en la comunidad autónoma de Andalucía. Está situado en la parte nororiental de la comarca del Valle del Almanzora y a 120 km de la capital provincial, Almería. Cuenta con una población de 12 408 habitantes (INE 2024). 

## Toponimia
Albox debe su fundación y poblamiento a los árabes. Según algunas fuentes, su nombre significa «la torre» en árabe). No obstante, hay quien compara este topónimo con El Boix, antigua población próxima a Lérida y que provendría, de comprobarse la relación, de un término prerromano común como es buxu, el arbusto que conocemos como boj. Por esta vía, podría relacionarse con Castellfullit del Boix, de la provincia de Barcelona. Estas tres localidades se sitúan en zonas donde comienza a descender la montaña, y es ahí precisamente donde brotan los bojes.

## Geografía física

### Situación
Está situado en la cuenca media del río Almanzora. Limita al norte con Chirivel y Vélez-Rubio (comarca de Los Vélez), al sur con Cantoria, al este con Taberno y Arboleas, y al oeste con Oria y Partaloa.
| Noroeste: Oria y Chirivel | Norte: Vélez-Rubio | Noreste: Vélez-Rubio         |
| Oeste: Oria y Partaloa    | Puntos cardinales  | Este: Taberno y Arboleas     |
| Suroeste: Cantoria        | Sur: Cantoria      | Sureste: Arboleas y Cantoria |

### Clima
El municipio se encuentra según la Clasificación climática de Köppen dentro del clima semidesértico frío (Bsk), ya que la precipitación media anual es inferior a 300 mm y la temperatura media por debajo de 18 °C. Las nevadas son escasas, produciéndose algunos años. 
| Parámetros climáticos promedio de Albox                   | Parámetros climáticos promedio de Albox | Parámetros climáticos promedio de Albox | Parámetros climáticos promedio de Albox | Parámetros climáticos promedio de Albox | Parámetros climáticos promedio de Albox | Parámetros climáticos promedio de Albox | Parámetros climáticos promedio de Albox | Parámetros climáticos promedio de Albox | Parámetros climáticos promedio de Albox | Parámetros climáticos promedio de Albox | Parámetros climáticos promedio de Albox | Parámetros climáticos promedio de Albox | Parámetros climáticos promedio de Albox |
| Mes                                                       | Ene.                                    | Feb.                                    | Mar.                                    | Abr.                                    | May.                                    | Jun.                                    | Jul.                                    | Ago.                                    | Sep.                                    | Oct.                                    | Nov.                                    | Dic.                                    | Anual                                   |
| --------------------------------------------------------- | --------------------------------------- | --------------------------------------- | --------------------------------------- | --------------------------------------- | --------------------------------------- | --------------------------------------- | --------------------------------------- | --------------------------------------- | --------------------------------------- | --------------------------------------- | --------------------------------------- | --------------------------------------- | --------------------------------------- |
| Temp. media (°C)                                          | 10.00                                   | 11.10                                   | 13.50                                   | 15.60                                   | 18.60                                   | 23.50                                   | 25.70                                   | 25.80                                   | 22.30                                   | 18.40                                   | 13.0                                    | 10.4                                    | 17.3                                    |
| Precipitación total (mm)                                  | 27.0                                    | 18.4                                    | 28.0                                    | 29.90                                   | 29.7                                    | 6.2                                     | 1.2                                     | 3.2                                     | 39.9                                    | 33.1                                    | 26.0                                    | 31.0                                    | 273.6                                   |
| Fuente: Observatorio Meteorológico y Astronómico de Albox |                                         |                                         |                                         |                                         |                                         |                                         |                                         |                                         |                                         |                                         |                                         |                                         |                                         |

### Riesgos naturales
El municipio de Albox cuenta con un PTEL que cumple con la Ley 5/2010 sobre autonomía local.

## Historia

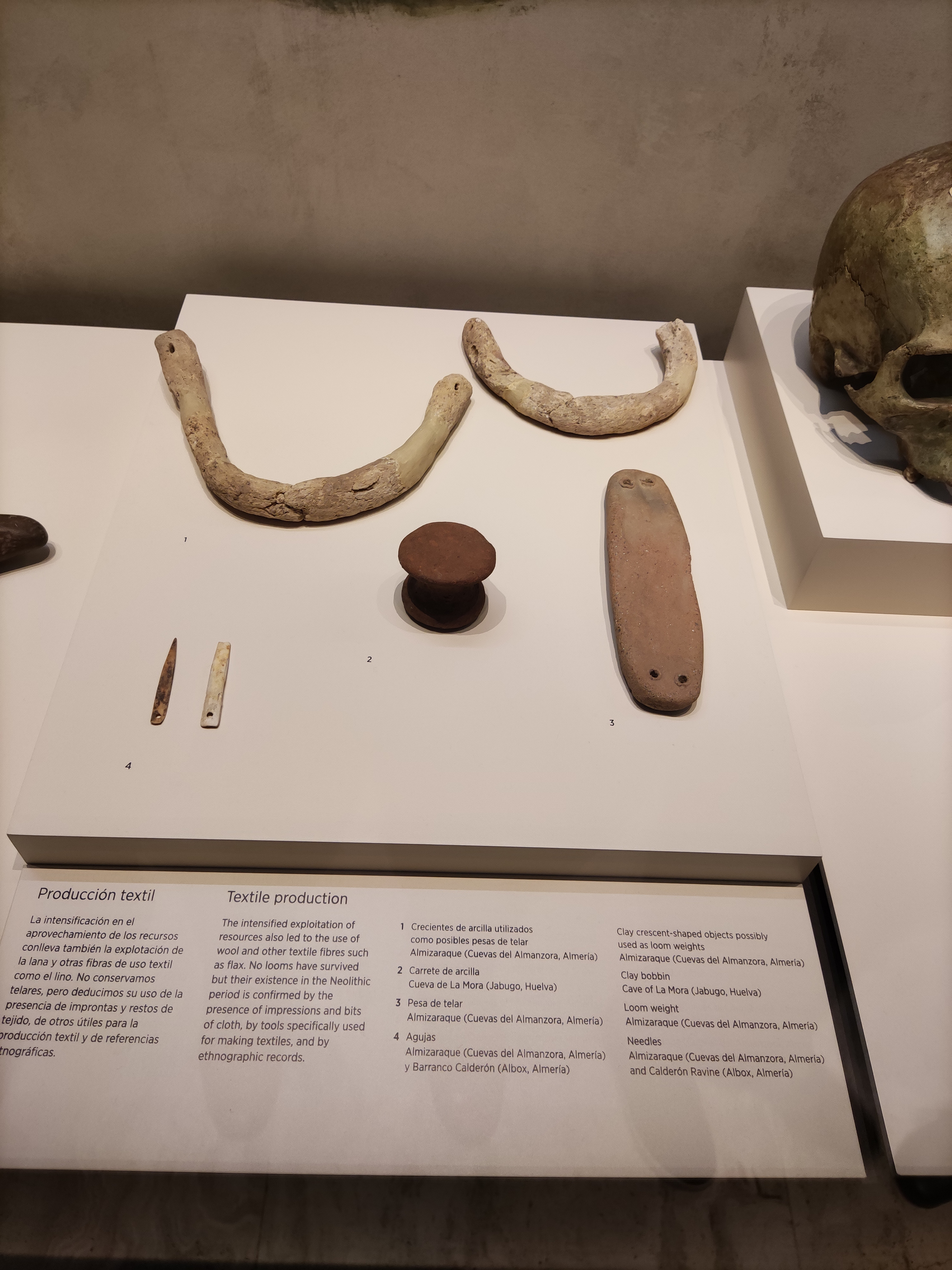
Útiles para producción textil: en primer término a la izquierda, aguja de hueso. Neolítico final - Calcolítico. Barranco Calderón. Museo Arqueológico Nacional.

Por su privilegiada posición geográfica, ha sido el paso de diferentes culturas, de las que en la actualidad se pueden encontrar vestigios en los distintos yacimientos arqueológicos existentes.
Su historia ampliamente ligada al esplendor medieval del Reino de Granada desde el siglo XIII. En los estertores de la Reconquista cristiana, en el siglo XV, Albox fue arrebatada a los árabes por las tropas del Adelantado Mayor del Reino de Murcia (Corona de Castilla), Alonso Yáñez Fajardo, e incorporada posteriormente a su Marquesado de los Vélez.
Albox contaba en la época del reino nazarí (siglos XIV y XV) con uno de los castillos más importantes del valle del Almanzora, donde había otras importantes fortalezas como las de Cantoria, Oria, Tíjola, Purchena y Serón. A la conclusión de la Reconquista, a finales del siglo XV, el castillo de Albox, como otros del Reino de Granada, fue destruido ante el temor de que grupos rebeldes (primero mudéjares y después moriscos) pudiesen hacerse fuertes en él. Por su situación fronteriza entre el reino nazarí de Granada y el reino cristiano de Murcia, en este territorio se erigieron varias torres vigía, algunas de las cuales aún se conservan, constituyendo un valioso patrimonio histórico.
En 1518, un fuerte terremoto, con epicentro en Vera, asoló Albox, destruyendo gran parte de las viviendas de la villa.
La villa albojense tomó parte activa en las continuas y pertinaces sublevaciones moriscas, acaecidas en el siglo XVI a lo largo y ancho del Reino de Granada; sería el rey Felipe II el que, tras derrotar a los moriscos, decretaría su expulsión de la comarca y la repoblación de la villa con cristianos traídos principalmente del reino de Murcia, del reino de Valencia y de La Mancha, constituyéndose Albox entonces en concejo municipal o ayuntamiento en el año 1563, bajo el mando del que fuera su primer alcalde, Antón de Andrano.
Aunque el barrio Alto de San Antonio —con un trazado irregular de calles empinadas convergentes todas ellas en una pequeña plaza central— fue el núcleo originario de la villa de Albox, es sin embargo el barrio de la Loma de San Francisco —denominado así por el antiguo establecimiento de la Orden Terciaria Franciscana— el que más desarrollo y expansión alcanza en los siglos XVII y XVIII. Ello se debe a la vinculación de Albox con trágicas riadas, inundaciones y terremotos que han azotado esta tierra.
Un suceso trascendente para Albox ocurrió en 1716, cuando dos presbíteros albojenses fundan una ermita (posteriormente transformada en un gran santuario) en el monte Roel, en la sierra de las Estancias, y comienza la veneración de la imagen de Nuestra Señora del Saliente. Desde esa fecha, no se puede entender la historia albojense sin la profunda impronta de esta advocación mariana.

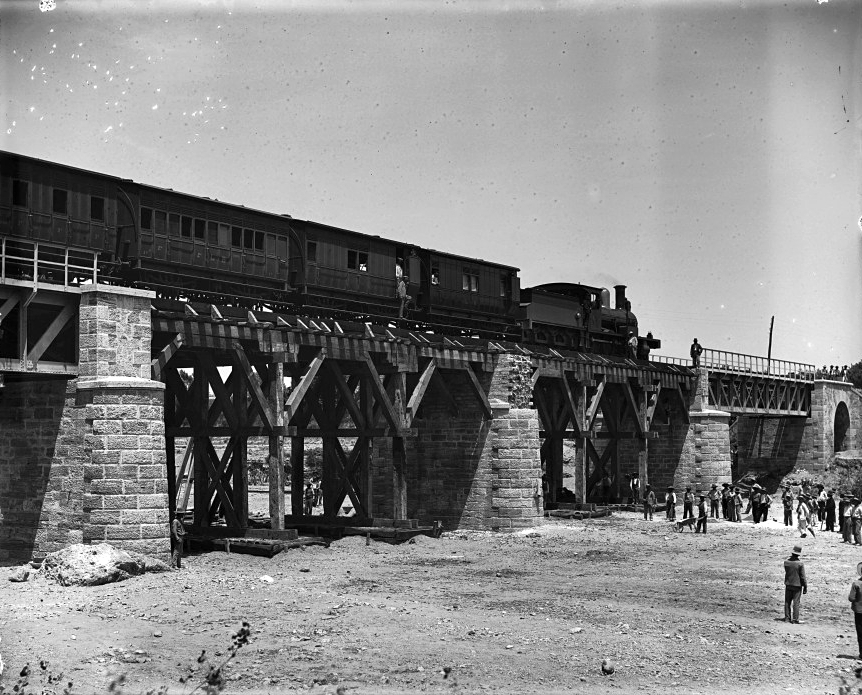
Puente provisional de la línea Lorca Baza a su paso por Albox (1890-1891). Fotografía del ingeniero Gustavo Gillman.

Durante el siglo XIX, el pueblo desempeñó un gran papel en la lucha contra los invasores franceses, de la que se conservan noticias de dos cruentas escaramuzas en los años 1810 y 1811. Fue esa la época de mayor bonanza económica en Albox, gracias a sus telares, a la industria alfarera de carácter artesanal y a la actividad de transporte y comercio de los numerosos arrieros que había en la villa. Es destacable también la actividad económica que ha habido desde la época de los romanos en torno a la extracción y manufacturado del travertino amarillo, una piedra natural de extraordinaria belleza, muy representativa de Albox, que se extrae en las canteras de Los Marcelinos y Los Rincones. La tradición comercial de Albox convirtió a la población en un centro económico entre Baza (Granada) y Lorca (Murcia).

### Episodios históricos
Por escritos y legajos de los archivos locales y el de la Real Chancillería de Granada, se puede conocer el pánico del pueblo cuando tuvo que abandonar sus casas semiderruidas por un terremoto para dormir a cielo raso en las orillas de la rambla. Otro episodio histórico fue la epidemia de fiebre amarilla, cuyo foco inicial brotó en Cartagena y se propagó implacable, segando vidas, a través de todos los pueblos del Levante español (Granada y Almería inclusive). Una terrible inundación destrozó Albox el 11 de septiembre de 1891. Otra inundación aun mayor asoló el pueblo en 26 de junio de 1900, provocando 6 muertos y el destrozo de la parte superior del muro de piedra que la Comisaría Regia había construido tras la riada de 1891. La última gran riada tuvo lugar el 19 de octubre de 1973.
El alumbrado público a base de electricidad llegó a la localidad de Albox el 8 de enero de 1914, existiendo previamente alumbrado a base de faroles.
El abastecimiento público de agua al núcleo urbano de Albox data de 1963, aunque hubo que esperar hasta junio de 2014 para que el municipio contase con agua potable de calidad.

## Geografía humana

### Organización territorial
Además de la cabecera municipal, Albox cuenta con varias entidades de población según el nomenclátor publicado por el Instituto Nacional de Estadística: Aljambra, El Cañico, Las Labores, Llano de las Ánimas, Llano del Espino, Llano de los Olleres, Locaiba, La Molata, Las Pocicas, La Rambla, Saliente Alto y Saliente Bajo.

### Demografía
Cuenta con una población de 12 408 habitantes (INE 2024).
| Gráfica de evolución demográfica de Albox entre 1842 y 2021                                                           |
| |
| Población de derecho según los censos de población del INE. Población de hecho según los censos de población del INE. |

| Nacionalidad | Hombres | Mujeres | Total | %      | Proporción |
| ------------ | ------- | ------- | ----- | ------ | ---------- |
| Española     | 4433    | 4371    | 8804  | 72.8 % |            |
| Extranjera   | 1739    | 1544    | 3283  | 27.1 % |            |

### Distribución de la población
El municipio se divide en las siguientes entidades de población, según el nomenclátor de población publicado por el INE (Instituto Nacional de Estadística). Los datos de población se refieren a 2014
| Entidad de Población | Población (2014) |
| -------------------- | ---------------- |
| Albox                | 8020             |
| Aljambra             | 719              |
| El Cañico            | 652              |
| Las Labores          | 541              |
| Llano de los Olleres | 242              |
| Locaíba              | 471              |
| La Rambla            | 308              |
| Saliente Alto        | 282              |
| Saliente Bajo        | 480              |

### Comunicaciones
- Por su término discurre la carretera autonómica A-334 que une las localidades de Huércal-Overa y Baza atravesando transversalmente el valle del Almanzora. Actualmente esta arteria viaria (Redia del Almanzora) se está transformando en una autovía (en construcción desde el 2004).
- La localidad de Albox, durante años dispuso de una estación de ferrocarril situada en la vecina localidad de Almanzora. La "carretera de la estación" (ALP-831) es la vía que hay que tomar para llegar a la antigua estación de ferrocarril de Almanzora. Esta carretera consta de unos 3 kilómetros hasta llegar a la estación. Discurre paralela a la rambla de Albox y atraviesa las localidades de Albox, La Molata, El Barrio las zorras y Almanzora. En 1985 fue cerrado al tráfico el ferrocarril del Almanzora. Existe un estudio de reapertura de la línea férrea Guadix-Almendricos pendiente de ser aprobado por la administración autonómica.[cita requerida]
- El Aeropuerto de Almería es el más cercano, a 90 km, en la ciudad de Almería, si bien cuenta con un helipuerto para aterrizajes de emergencia.

### Economía

#### Evolución de la deuda viva municipal
| Gráfica de evolución de Deuda viva del Ayuntamiento de Alcóntar entre 2008 y 2019                                |
| |
| Deuda viva del Ayuntamiento de Alcóntar en miles de Euros según datos del Ministerio de Hacienda y Ad. Públicas. |

## Símbolos
Albox consiguió una autorización por Real Decreto de 5 de noviembre de 1979 para adoptar sus símbolos, pero no ejerció ese derecho hasta noviembre de 2004. El municipio cuenta con un escudo, bandera e himno adoptados de manera oficial.

### Escudo
Su descripción heráldica es la siguiente:

En campo de oro, tres rocas de su color, sumadas, cada una de ellas de tres matas de ortigas de sinople, y colocadas sobre ondas de plata y azur. Timbrado de corona Real, cerrada. 

### Bandera
La enseña del municipio tiene la siguiente descripción:

Bandera rectangular, vez y media más larga (del asta al batiente) que ancha; dividida por mitad en bajo, azul celeste la parte superior y blanca la inferior centrado y sobrepuesto el escudo de armas local.

### Himno
También se inscribió una solicitud en enero de 2019 para adoptar como himno oficial de Albox el pasodoble Noches de Albox, del músico local Francisco Redondo Molina, siendo este oficializado en noviembre de 2024.

## Política

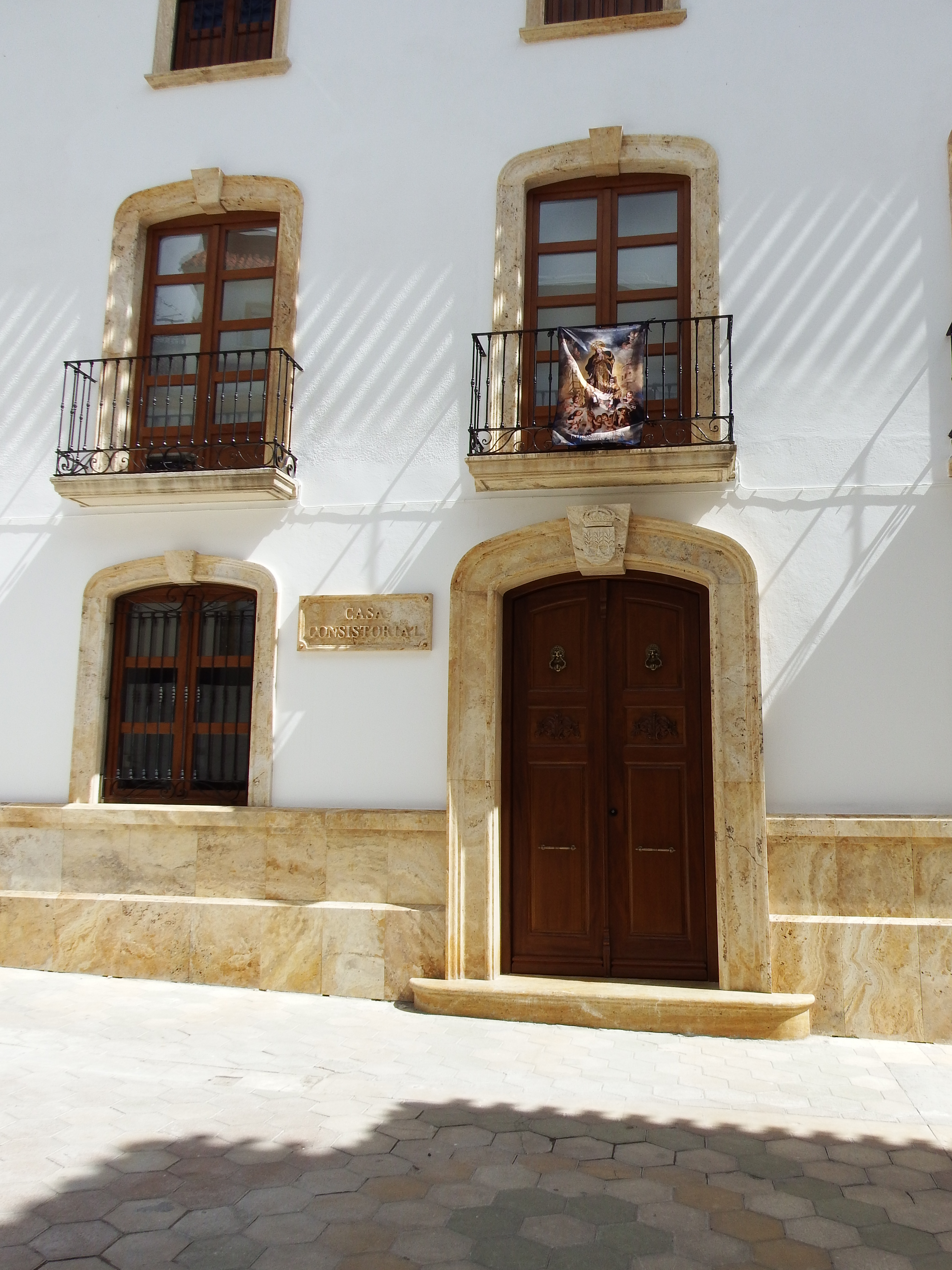
Casa Consistorial de Albox

### Alcaldes
| Periodo   | Nombre | Partido                                          |
| --------- | --- | ------------------------------------------------ |
| 1979-1983 | José Miras Carrasco                                                                                       | UCD                                              |
| 1983-1987 | José Miras Carrasco                                                                                       | Partido Independiente Democrático de Almería     |
| 1987-1991 | Francisco Pérez Conchillo                                                                                 | PSOE                                             |
| 1991-1995 | Francisco Granero Granados                                                                                | Partido de Integración por Almería y sus pueblos |
| 1995-1999 | Francisco Pérez Conchillo                                                                                 | PSOE                                             |
| 1999-2003 | Francisco Granero Granados                                                                                | PP                                               |
| 2003-2007 | Francisco Granero Granados                                                                                | PP                                               |
| 2007-2011 | José García Navarro                                                                                       | PSOE                                             |
| 2011-2015 | José García Navarro                                                                                       | PSOE                                             |
| 2015-2019 | Rogelio Luis Mena Segura (2015-2016) Sonia Cerdán Giménez (2016) Francisco Torrecilas Sánchez (2016-2019) | PSOE Ciudadanos Libres Unidos                    |
| 2019-2023 | Francisco Torrecilas Sánchez                                                                              | UCIN                                             |
| 2023-act. | María del Mar Alfonso Pérez                                                                               | PP                                               |

| Partido político                         | 2023  | 2023       | 2019  | 2019       | 2015  | 2015       | 2011  | 2011       | 2007  | 2007       | 2003  | 2003       |
| Partido político                         | %     | Concejales | %     | Concejales | %     | Concejales | %     | Concejales | %     | Concejales | %     | Concejales |
| Partido Popular (PP)                     | 44,65 | 8          | 29,84 | 5          | 38,69 | 7          | 42,32 | 8          | 22,28 | 4          | 49,52 | 6          |
| Unión de Ciudadanos Independientes       | 33'91 | 6          | 55'33 | 10         | -     | -          | -     | -          | -     | -          | -     | -          |
| Partido Socialista Obrero Español (PSOE) | 19,86 | 3          | 11'3  | 2          | 50,49 | 9          | 51,57 | 9          | 58,1  | 11         | 23    | 3          |
| Ciudadanos Libres Unidos                 | -     | -          | -     | -          | 7,12  | 1          | -     | -          | -     | -          | -     | -          |
| Partido de Almería                       | -     | -          | -     | -          | 2,22  | 0          | 10,64 | 2          | -     | -          | -     | -          |
| Grupo Independiente por Almería          | -     | -          | -     | -          | -     | -          | -     | -          | 1,99  | 0          | 11,72 | 1          |
| Partido Socialista de Andalucía          | -     | -          | -     | -          | -     | -          | -     | -          | -     | -          | 12,11 | 2          |
| Partido Andalucista                      | -     | -          | -     | -          | -     | -          | -     | -          | 1,39  | 0          | 10,06 | 1          |

## Servicios Públicos

### Educación
En el municipio existen diversos centros educativos, desde enseñanza infantil, a primaria, además de secundaria, bachillerato, adultos y enseñanzas de música:
- IES Martín García Ramos
- IES Cardenal Cisneros
- CEIP Velázquez
- CEIP Virgen del Saliente
- Guardería pública municipal
- Guardería Virgen del Saliente
- Conservatorio elemental de música Emilia Peña
- Escuela municipal de música
- CEPER Centro de Educación de adultos "Blas Infante".

### Sanidad
El municipio cuenta con cuatro establecimientos sanitarios; uno de ellos es un centro de salud ubicado en el propio Albox, y con tres consultorios auxiliares, ubicados en distintas pedanías: Las Pocicas, Llano de los Olleres y Llano del Espino. Pertenecen al Área de Gestión Sanitaria Norte de Almería, cuyo hospital de referencia es el de la La Inmaculada.

### Seguridad
En la capital municipal se encuentran un puesto de la Guardia Civil y una comisaría de Policía Local.
Existe un parque de bomberos que presta servicio a toda la comarca y zona norte de Almería hasta la provincia de Granada. Fue creado en 1989, y estuvo gestionado por el Ayuntamiento hasta que en 2017, su gestión pasó a ser de la Diputación Provincial de Almería.

## Cultura

### Patrimonio

#### Civil
- Muro de protección de la rambla, creado como "malecón de defensa ante avenidas", construido de travertino en 1892.
- Cementerio de San José: Construido en el último tercio del siglo XIX, su tapia es apilastrada y enjabelgada. La fachada principal está compuesta por cinco vanos. Los nichos se distribuyen a lo largo del cerramiento. En el espacio central se encuentra una capilla en ruinas. Algunas lápidas y mausoleos están realizadas en mármol de la comarca.[21]

#### Militar
- Torre de Aljambra, torre árabe construida en el siglo XIII, ubicada sobre un cerro. Es de planta cuadrada, construida en mampostería. Tiene 4,5 metros de lado. Al ser muy escarpado el terreno en el que se asienta, tiene una base de mortero de cal. Los muros tienen un grosor de 0,70 metros y alcanzan los 4,1 metros de altura. La cara sur conserva restos de enlucido. Junto a la torre existe un aljibe excavado en la roca y restos de cerámica de época árabe.[22]
- Torre de Tardiguera, torre árabe construida entre el siglo XIII y XIV. Está construida en mampostería y mortero de cal. Es cilíndrica y alcanza una altura de 8 metros. Está dividida en dos partes: una base maciza, y una cámara a la que se accedía desde 6 metros de altura. La torre se encuentra desmochada, perdiendo el interior y la terraza que la albergaba.[23]
- El Castillico: Está construido sobre un antiguo asentamiento de la Edad del Bronce, fue edificado en época musulmana. El solar del castillo se encuentra en la cumbre amesetada de un cerro muy próximo a la localidad. Quedan algunos restos del castillo; se conserva el aljibe, un silo, los cimientos de varias viviendas y un resto de la muralla del lado Este. Existe una gran cantidad de material cerámico de diferentes periodos históricos como argáricos y fenicios.[24]

#### Religioso

##### Iglesia Parroquial de Santa María
El edificio religioso más antiguo de Albox comenzó a construirse en el siglo XVI, tras la Reconquista de los Reyes Católicos. Ha sido recientemente restaurada. Presenta una portada barroca muy similar a la del convento de las Puras en la ciudad de Almería.

##### Santuario del Saliente
El monasterio está situado en la Sierra de las Estancias, tratándose de una edificación a caballo entre el Barroco y el Neoclásico. Fue construido en 1716 por los presbíteros albojenses Lázaro de Martos y Roque Tendero. Ampliado por el obispo Sanz y Torres, constituye un notable conjunto de santuario, palacio episcopal, hospedería y convento. En su interior recibe culto la venerada imagen de Nuestra Señora de los Desamparados del Buen Retiro del Saliente. Se trata de una talla barroca de pequeñas dimensiones que se podría relacionar estilísticamente con el círculo de la Roldana. En 1988, la sagrada imagen fue coronada por el nuncio apostólico en nombre de San Juan Pablo II. El edificio fue declarado Monumento Histórico Artístico en 1992 

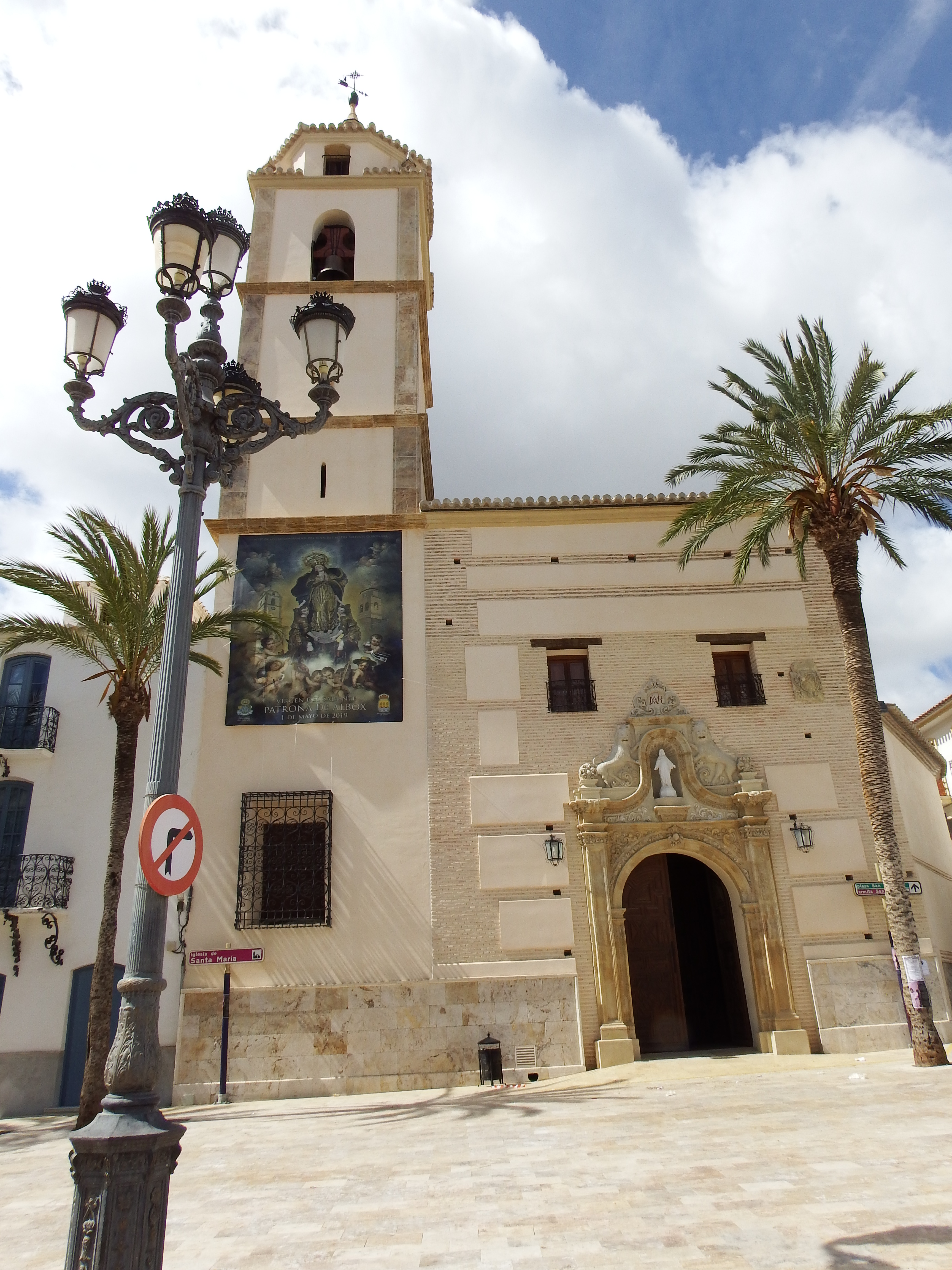
Iglesia de Santa María

#### Iglesia parroquial de la Concepción
El testamento del presbítero Lázaro de Martos permitió la fundación de un Hospicio de la Orden Franciscana en el siglo XVIII. La presencia de los frailes y la construcción de la capilla conventual hizo crecer al actual barrio de La Loma de Albox. Tras la expulsión de los franciscanos, permaneció la capilla como iglesia filial de la parroquia de Santa María. En 1855, tras la proclamación del dogma inmaculista, fue dedicada a la Concepción de Nuestra Señora. En 1900 se erigió en parroquia, destacando la extraordinaria labor del beato Juan Ibáñez entre 1911 y 1936. Gracias a su apostolado se creó el Grupo de Scouts y se construyó el Hogar Parroquial para desarrollar el dinámico barrio. Tras la riada de 1973, la antigua edificación fue derribada y sustituida por una sencilla construcción. 
A finales de la década de los años setenta del siglo XX, el párroco Juan Bretones Pérez edificó un nuevo templo, así como la casa parroquial y salones adyacentes. El obispo Manuel Casares Hervás bendijo el complejo parroquial en 1978. 
Dos décadas después, el párroco Tomás Cano Rodrigo embelleció el conjunto con la construcción de una espadaña y encargando al prestigioso pintor Andrés García Ibáñez la decoración de la capilla mayor y la del Santísimo. El obispo Álvarez Gastón bendijo las obras el 8 de diciembre de 1999.
En su interior, además de la imagen de la Purísima, reciben culto San Francisco de Asís y los titulares de la Hermandad de San Juan Evangelista: el Santísimo Cristo de la Misericordia, Nuestra Señora de la Soledad, María Santísima del Primer Dolor y San Juan Evangelista. Hay una capilla de mármol en honor a Santa Claudina Thévenet, fundadora de la Congregación de Jesús María, pues estas religiosas sirvieron a la parroquia desde 1975 hasta 2016. El Santo Niño de la Bola es objeto de una entrañable devoción, pues a él se encomiendan los estudiantes para sus exámenes. Se celebra su romería con gran alegría el domingo de la Octava Pascual. 
En la Capilla del Santísimo se encuentra el sepulcro del Beato Juan Ibáñez.

##### Iglesia Parroquial y Votiva de Nuestra Señora del Carmen del Llano de los Olleres
Durante el terrible cólera de 1864, los vecinos de la barriada del Llano de los Olleres hicieron a la Santísima Virgen del Carmen el voto de edificarle un santuario sí cesaba la epidemia. Como así sucedió, aquellos labradores pusieron todo su empeño en edificar este edificio religioso. Fue bendecido en 1870 y enriquecido en las décadas posteriores con largueza. Aquí se fundó la Acción Católica en Almería por el beato Antonio Lorca Muñoz, coadjutor de Santa María de Albox. El templo fue reedificado por los propios vecinos tras la Guerra Civil, en 1939. El obispo Manuel Casares Hervás la erigió en Parroquia en 1973. Actualmente, y debido a su deteriorado estado, se encuentra en fase de restauración.

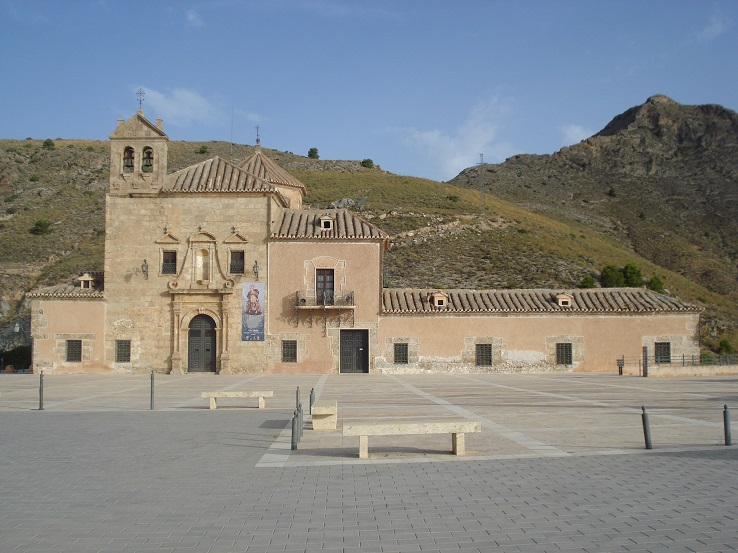
Santuario del Saliente

##### Ermita de la Santa Cruz
Situada en el punto más alto de La Loma de Albox, fue fundada por los franciscanos como colofón de un artístico Vía Crucis en el siglo XVIII. Más tarde en su explanada se situó el antiguo cementerio de la población. En los años veinte, el Siervo de Dios Juan Ibáñez plantó el pinar actual que lo dota de gran belleza. En la Guerra Civil quedó destrozada, siendo reedificada según diseño de Bartolomé Marín, canónigo natural del barrio con amplia trayectoria artística.

##### Iglesia Parroquial de Santa Bárbara de Las Pocicas
Construida a mediados del siglo XIX en El Lugarico, actual Las Pocicas, está dedicada a la virgen y mártir santa Bárbara. Erigida muy pronto en Parroquia, fue ampliada por el obispo Ródenas García a mediados del siglo XX. A principios del siglo XXI, el presbítero José Navarro, natural del lugar, la dotó de un artístico retablo que cobija la venerada imagen de la patrona.

##### Ermita de San Antonio de Padua
Situada en el Barrio Alto, está dedicada a San Antonio de Padua. El edificio fue mezquita durante la época del reino nazarí de Granada. Ha sido restaurada recientemente. Continúa celebrando las fiestas titulares cada 13 de junio.

##### Iglesia Parroquial de Nuestra Señora de los Dolores del Llano del Espino
Situada en el Llano del Espino, está dedicada a Nuestra Señora de los Dolores y cuenta con oratorio propio.

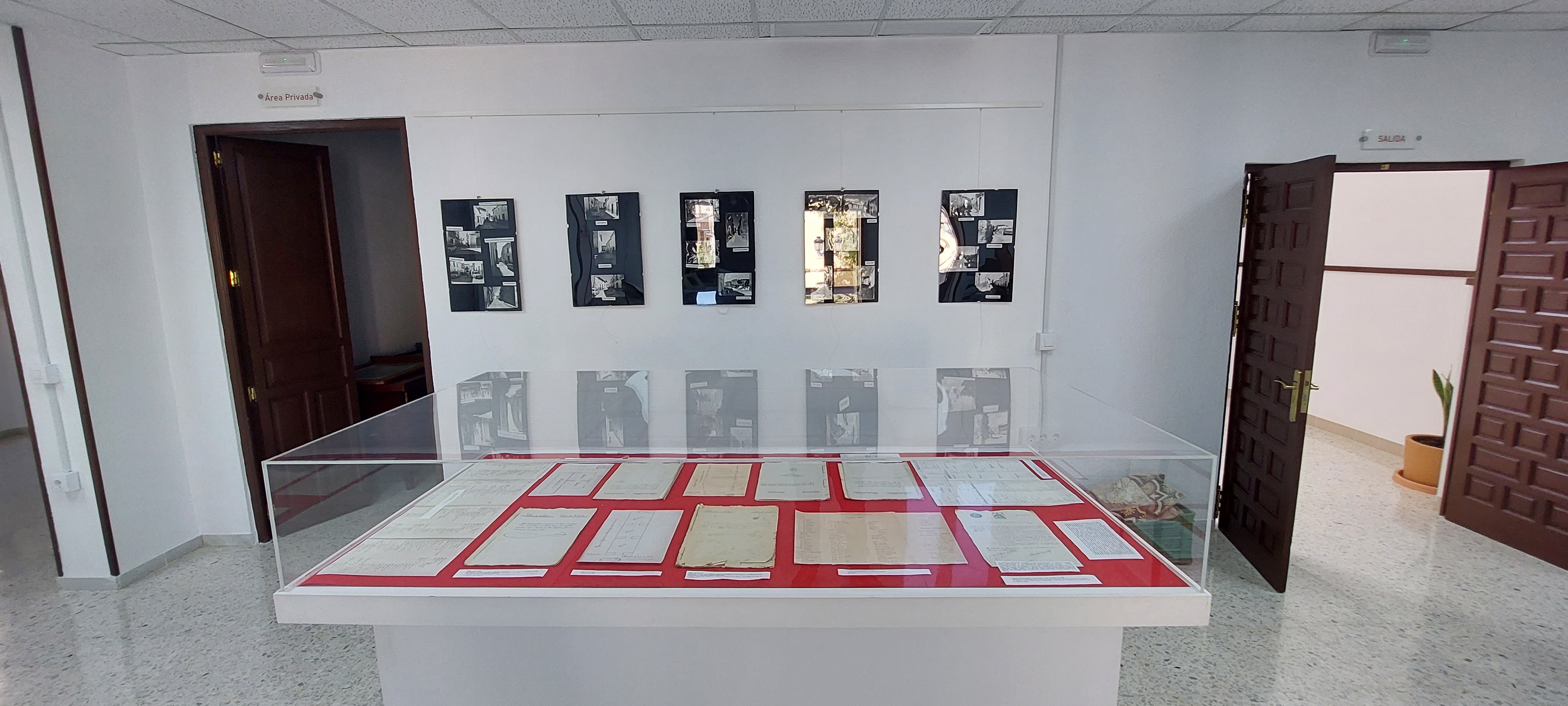
Exposición de documentos en el Archivo Municipal

### Instalaciones culturales
En el año 2020 comienzan las obras de rehabilitación y adaptación de un edificio municipal como Archivo Municipal. Abierto al público en 2021, cuenta con diversas funciones: clasificación, restauración y digitalización. También realiza exposiciones de documentos abiertas al público, así como servicio para ayudar a ciudadanos del municipio para buscar orígenes e información de sus antepasados.

### Eventos culturales

#### Rock Albox
Festival de rock cuya primera edición tuvo lugar en 1985. Se celebra anualmente a finales de octubre, dentro del marco de la Feria de los Santos. Es uno de los festivales de rock en vigor más longevos de España. Han actuado en él muchas de las más importantes bandas de rock del país, así como varios grupos foráneos. Las ediciones más exitosas han llegado a reunir a unos 4.000 espectadores.

### Patrimonio Cultural Inmaterial

#### Festividades

##### Feria de Todos los Santos
El origen de estas fiestas, de celebración anual durante los días próximos o posteriores al 1 de noviembre, se remonta a una importante feria de ganado, que llegó a ocupar un puesto entre las más importantes ferias ganaderas de España.
Con el paso del tiempo y la transformación de las zonas rurales, la llamada Feria de Todos los Santos, fue perdiendo su interés como feria de ganado a favor de la fiesta popular. 
En la actualidad, es una de las ferias más importantes de la provincia de Almería, dentro de la cual destaca la llamada 'Feria del Mediodía'. La 'Feria del Mediodía', consiste en el acto de salir a tomar Tapas al mediodía, en un ambiente festivo y que se puede prolongar hasta casi la medianoche.

##### Fiestas de San Francisco
Son las fiestas dedicadas por los vecinos de La Loma a su Santo Patrono. En torno a la Plaza de San Francisco se realizan diversos actos lúdicos, como las entrañables verbenas y bailes. En la iglesia parroquial de la Concepción se celebra un solemne Triduo, que culmina con la concurrida procesión de San Francisco de Asís.

##### Semana Santa de Albox
La Semana Santa de Albox es una de las mejores de la provincia de Almería[cita requerida]. En Albox hay 4 cofradías y una prehermandad:
-Cofradía de Ntro. Padre Jesús Nazareno, María Santísima de la Redención y Santo Sepulcro del Señor. Procesional el Martes Santo con el Nazareno con la toalla del Lavatorio de los pies a sus discípulos rememorando este pasaje. El Viernes Santo procesiona Ntro. Padre Jesús Nazareno cargando la Cruz, María Santísima de la Redención y el Santo Sepulcro.
-Cofradía de Ntra. Sra. de las Angustias: Procesiona en la tarde del Viernes Santo con la Oración en el Huerto, Ntra. Sra. de la Esperanza y Ntra. Sra. de las Angustias con su hijo muerto en su regazo.
-Cofradía de Ntra. Sra. de los Dolores: procesiona el Viernes de Dolores con la Virgen de los Dolores sin palio, y el Jueves Santo por la tarde con el Cristo de la Columna, el Cristo Caído y Ntra. Sra. de los Dolores bajo palio negro.
-Cofradía de San Juan: procesiona en la mañana del Viernes Santo, con San Juan, la Virgen del Primer Dolor y Cristo Crucificado.
-Pre-Hermandad de Ntro. Padre Jesús de Pasión y Misericordia: Es una joven prehermandad que procesiona el Sábado de Pasión con el misterio del Prendimiento de Jesús. 

##### Romería de la Virgen del Saliente
Cada 8 de septiembre tiene lugar la peregrinación religiosa que va desde el pueblo de Albox hasta el Monasterio de El Saliente. En esta romería, declarada como Bien de Interés Cultural, la noche y madrugada de cada 8 de septiembre cientos de personas venidas desde diversos puntos de la geografía española recorren, en su mayor parte por la rambla, los 18 kilómetros de distancia entre el pueblo y el monumento. 

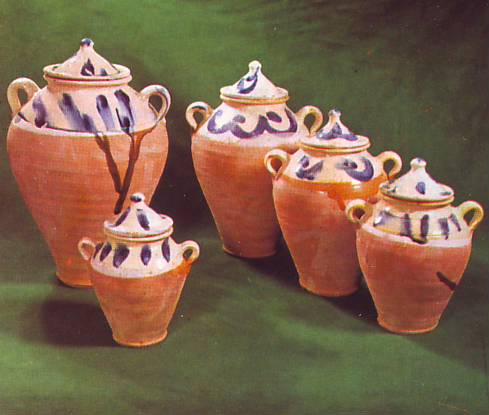
Cerámica tradicional albojense

La considerable presencia de gente joven, hace que la Romería se tiña de un ambiente festivo en diversos momentos, alejándose de lo meramente religioso.

#### Tradiciones

##### Cerámica
En el municipio a lo largo de la historia hubo decenas de talleres alfareros que realizaban mucha actividad. En el siglo XXI, es actividad es casi testimonial, quedando dos talleres alfareros, uno de ellos de más de 300 años de antigüedad.

### Gastronomía
- Migas: Elaboradas con harina de trigo o de panizo (maíz), agua, aceite y sal. Se acompañan de caldo de pescado, hervido de pimientos rojos y verdes, asados y secos, tomate seco, aceite y ajos y de "tajas" (trozos pequeños. fritos de costilla, magra y saúra, todos ellos de cerdo). También se suelen acompañar de trozos de morcilla frita, pimientos fritos secos, tomates, ajos tiernos asados o rábanos.
- Pelotas: Puchero o potaje al que se le añaden albóndigas hechas de harina de maíz, longaniza, pimientos rojos y ajos.
- Gurullos: Trozos pequeños de masa de harina que se añaden al guiso y que a veces llevan perdiz. o conejo.
- Arroz con conejo.
- Gazpacho de Almería: Se hace con agua, vinagre, pepino, cebolla y tomate. Se aliña con ajo y se le añaden sopas de pan.
- Remojón: Se elabora con patatas, pimientos colorados, pimientos verdes secos y ajos. Todo esto y una vez cocido se machaca y se le agrega longaniza, trozos de tocino frito y se adorna con trozos de huevo cocido.
- Puchero: Especie de cocido de garbanzos, carne de cerdo, morcilla, patatas y verduras.
- Trigo guisao: Puchero al que se le añade trigo que previamente se ha picado y que después se remoja. Se puede realizar como puchero o potaje y en este caso se le pone hinojos y nabos.
- Frita de sangre: Cebolla y tomate frito con sangre cocida.
- Caldo de huevos: Guisado con sofrito de tomate, cebolla, ajos, pimientos, papas y huevos.
- Ajo: Elaborado con migas de pan mojadas en vinagre, almendras peladas, ajos, aceite, patatas cocidas y sal. Se bate hasta convertirlo en una salsa. Se come con patatas cocidas, pan, patatas fritas, u otro tipo de guarnición
- Tabirnas colorás (guiso de patatas con pimientos rojos, cebolla y ajos)
- Gachas saladas (elaboradas a base de harina, tomate, pimientos, ajo, pescado y aceite).
- Embutidos
- Fritada de conejo.
- Choto al ajo cabañil.
- Olla de nabos encebollado con hígado de cerdo.

### Dulces
- Roscos fritos de Semana Santa.
- Soplillos de huevo y almendra.
- Mantecados de miel.
- Rosquillos de vino.
- Roscos de aguardiente.
- Roscos de naranja.
- Almendrados.
- Suspiros.
- Alfajores de almendras.
- Empanadillas rellenas.
- Cuajao de almendras.
- Pastafloras (pasteles rellenos de cabello de ángel).

## Deportes

### Instalaciones deportivas

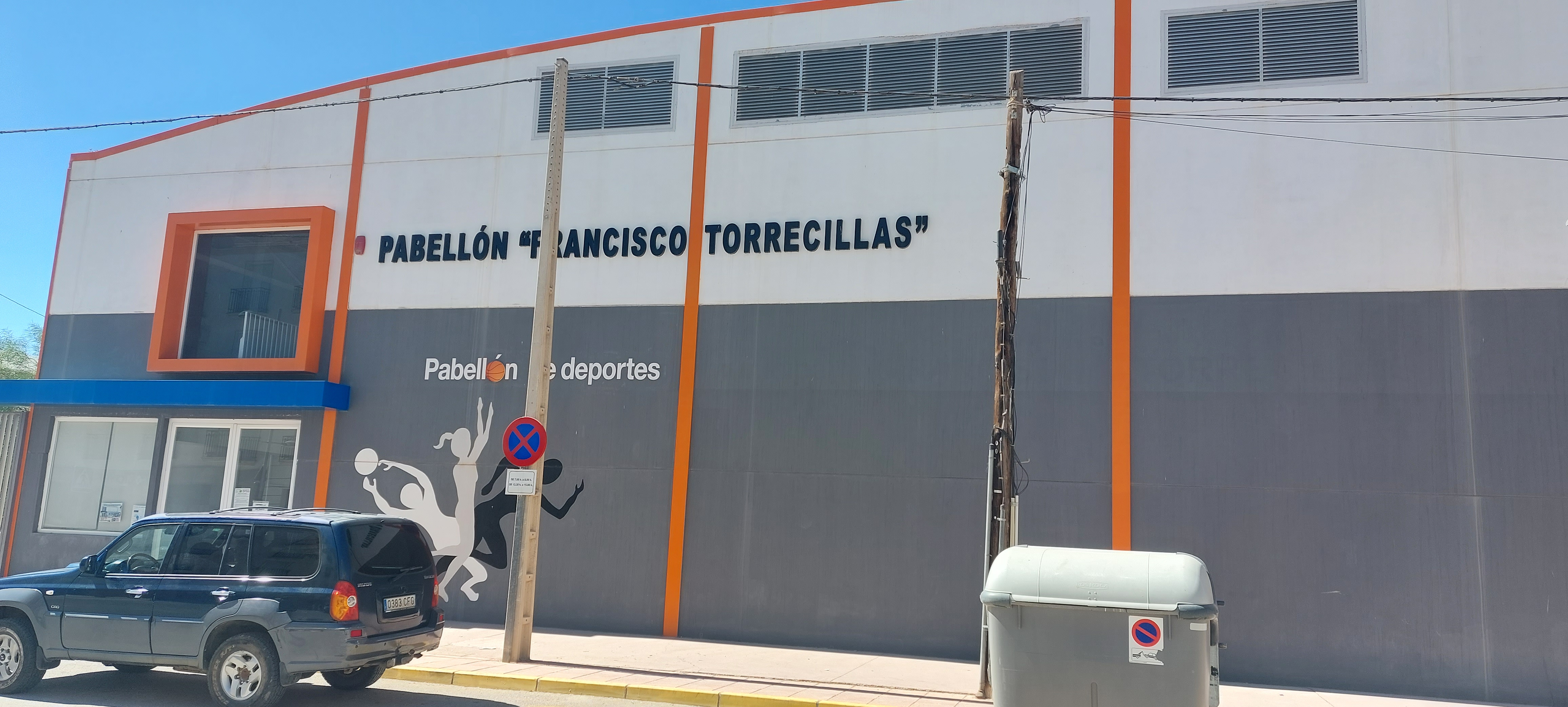
Pabellón Francisco Torrecillas

En el municipio existen una serie de instalaciones deportivas, concentradas principalmente en el núcleo principal:
- Centro Agua y Salud: Complejo formado por una piscina cubierta climatizada, una piscina al aire libre, pistas de tenis y de pádel.
- Centro Deportivo Las Ventas: Formado por un pabellón polideportivo y campo de fútbol.
- Pabellón Municipal de Deportes "Francisco Torrecillas Sánchez": Pabellón que abarca una superficie de más de 1.600 metros cuadrados. Cuenta con un graderío con capacidad para 246 espectadores.

### Ajedrez en Albox
Albox tiene una gran tradición ajedrecista. El equipo Club de Ajedrez Reverté Albox se proclamó Campeón de España por Equipos en 2005. Además, Albox es considerado como "cuna del ajedrez español", puesto que celebra numerosos torneos de carácter internacional entre los que destacan el "Abierto Internacional de Ajedrez Vicente Bonil" y el antiguo "Villa de Albox". Debido a ello, grandes maestros internacionales de ajedrez han visitado el pueblo, como Veselin Topalov (campeón del mundial por la FIDE en 2005), y Alekséi Dréyev (exjugador del Club de Ajedrez Reverté Albox).

## Localidades hermanadas
- General Alvear (Argentina) [31]
- Salta (Argentina)